# أرانغا
بلدية أرانغا (بالإسبانية: Aranga)‏، هي إحدى بلديات مقاطعة لا كرونيا إحدى مقاطعات إسبانيا، والتي تقع في منطقة جليقية شمال غرب إسبانيا.
يبلغ عدد سكانها 2.379 نسمة وفقاً لإحصائية سنة (2002).